# 淡丝瓦韦
淡丝瓦韦（学名：Lepisorus paleparaphyus）为水龙骨科瓦韦属下的一个种。

## 扩展阅读
- 維基物種上的相關：淡丝瓦韦